# Slupy typu Grimsby
Slupy typu Grimsby – brytyjskie slupy z okresu II wojny światowej wykorzystywane przez Royal Navy głównie do zadań eskortowych. Od 1934 roku zbudowano 13 okrętów: 8 dla Royal Navy, 4 dla Royal Australian Navy, 1 dla Royal Indian Navy. Podczas II wojny światowej utracono cztery okręty tego typu.

## Historia

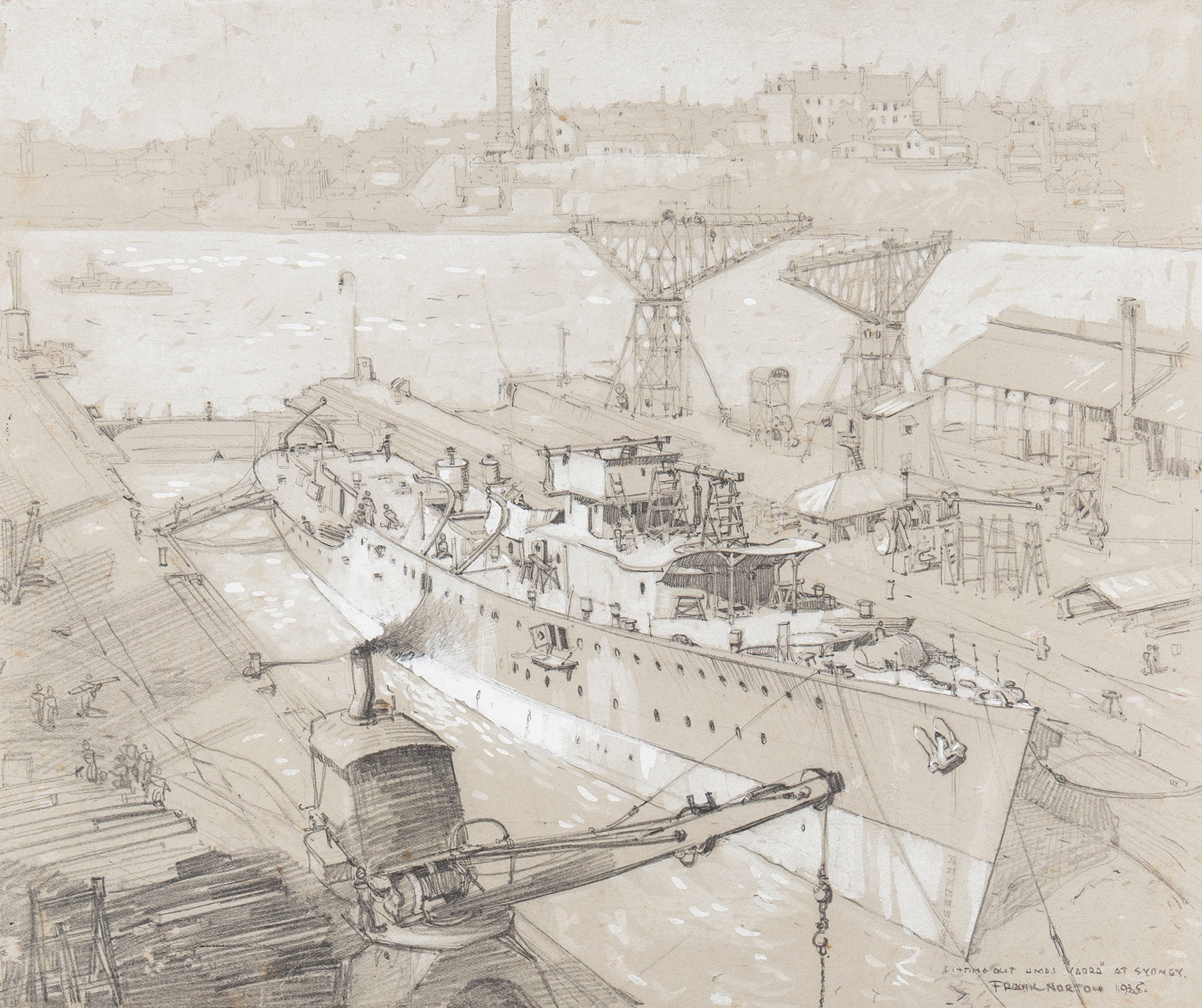
Fitting Out H.M.A.S. Yarra at Sydney (1935) - Frank Norton

Po zakończeniu I wojny światowej na potrzeby Royal Navy zbudowano kilka typów slupów, które łączyły w sobie cechy okrętów eskortowych i trałowców. W 1932 roku podjęto decyzję o opracowaniu jednostek wyspecjalizowanych w misjach eskortowych. Od poprzedników różniły się m.in. silniejszym uzbrojeniem artyleryjskim, składającym się z dwóch dział kaliber 120 mm. Po rozpoczęciu II wojny światowej wzmocniono uzbrojenie przeciwlotnicze okrętów, zwiększyła się także liczba przenoszonych na pokładzie bomb głębinowych.

## Okręty
| Nazwa (nr taktyczny)  | Rozpoczęcie budowy | Data wodowania | Wejście do służby |
| Royal Navy            | Royal Navy         | Royal Navy     | Royal Navy        |
| --------------------- | ------------------ | -------------- | ----------------- |
| HMS Grimsby (U16)     | 23.01.1933         | 19.07.1933     | 17.05.1934        |
| HMS Leith (U36)       | 06.02.1933         | 09.09.1933     | 12.07.1934        |
| HMS Lowestoft (U59)   | 21.08.1933         | 11.04.1934     | 22.11.1934        |
| HMS Wellington (U65)  | 25.09.1933         | 29.05.1934     | 24.01.1935        |
| HMS Londondery (U76)  | 11.06.1934         | 16.01.1935     | 20.09.1935        |
| HMS Deptford (U53)    | 30.04.1934         | 05.02.1935     | 20.08.1935        |
| HMS Aberdeen (U97)    | 11.06.1934         | 16.01.1935     | 20.09.1935        |
| HMS Fleetwood (U47)   | 14.08.1935         | 24.03.1936     | 19.11.1936        |
| Royal Australian Navy |                    |                |                   |
| HMAS Yarra (U77)      | 24.05.1934         | 28.03.1935     | 19.12.1935        |
| HMAS Swan (U74)       | 01.05.1935         | 28.03.1936     | 10.12.1936        |
| HMAS Parramatta (U44) | 09.11.1938         | 18.06.1939     | 08.04.1940        |
| HMAS Warrego (U73)    | 10.05.1939         | 10.02.1940     | 21.08.1940        |
| Royal Indian Navy     |                    |                |                   |
| HMIS Indus (U67)      | 08.12.1933         | 24.08.1934     | 15.03.1935        |